# TZ Trianguli
TZ Trianguli (TZ Tri / ι Trianguli / 6 Trianguli) es la quinta estrella más brillante de la constelación de Triangulum, siendo su magnitud aparente +4,94. No tiene nombre propio y en el pasado fue la estrella más prominente de la constelación Triangulum Minor, hoy desaparecida. Se encuentra a 305 años luz de distancia del sistema solar.
TZ Trianguli es un sistema estelar cuádruple, constituido por dos estrellas binarias separadas al menos 355 UA con un período orbital mínimo de 2300 años. La estrella binaria más brillante, TZ Trianguli A, está compuesta por una gigante amarilla de tipo espectral G5 III con una temperatura de ~ 5000 K (denominada TZ Tri Aa) y una enana blanco-amarilla de tipo F5 V (TZ Tri Ab). Con un período orbital de 14,73 días, la distancia entre ambas componentes se estima en 0,2 UA. Las luminosidades respectivas son de 65 y 32 soles.
La otra estrella binaria, TZ Trianguli B, probablemente está formada por dos enanas amarillas de tipo F (llamadas TZ Tri Ba y TZ Tri Bb) que completan su órbita en solo 2,24 días, con una separación de 0,05 UA, poco mayor que el radio de las estrellas.
En ambos sistemas las estrellas se hallan tan próximas que se afectan gravitacionalmente, de modo que para el par Aa-Ab el período de rotación es igual al período orbital (rotación síncrona), como ocurre en el sistema Tierra-Luna. Igualmente ocurre en el par Ba-Bb. Esto produce un aumento en la velocidad de rotación de las estrellas y en la actividad magnética, existiendo un pequeño cambio en la luminosidad de décimas de magnitud. Por ello TZ Trianguli está clasificada como variable RS Canum Venaticorum.